# Lactarius rupestris
Lactarius rupestris é uma espécie de fungo da família de cogumelos Russulaceae. Seu corpo de frutificação forma um píleo ("chapéu") de cor laranja, côncavo ou em forma de funil, que atinge até 7 centímetros de diâmetro. Na parte inferior do chapéu ficam as estruturas conhecidas como lamelas, de cor creme-salmão, e bastante próximas uma das outras. O tronco ou estipe mede até 4,5 cm de altura, tem formato cilíndrico e tonalidade salmão claro. Tal como as outras espécies do gênero, L. rupestris produz uma substância leitosa, o látex, de cor creme e em pouca quantidade. O fungo é encontrado somente no nordeste do Brasil, mais exatamente na área do Parque Nacional do Catimbau, no município de Buíque, estado de Pernambuco. A primeira coleta foi feita em 2007, sendo a descoberta publicada na literatura científica somente três anos mais tarde, em 2010, por Felipe Wartchow e colaboradores, ligados à Universidade Federal de Pernambuco.
O cogumelo cresce sobre o solo arenoso a uma altitude de 900 a 1 000 metros e é parte da biodiversidade do cerrado, em um ecossistema conhecido como campos rupestres, razão pela qual a espécie recebeu o epíteto "rupestris". Suspeita-se de que tenha um papel ecológico de fungo micorrízico, assim como todos os Lactarius, porém ainda não se sabe com quais árvores ou arbustos ele interage, já que há uma grande diversidade de espécies vegetais crescendo no ambiente onde o cogumelo foi coletado.

## Descoberta e classificação
A espécie foi encontrada em julho de 2007 na área do Parque Nacional do Catimbau, uma região de proteção ambiental localizada no semiárido do Brasil, no município de Buíque, estado de Pernambuco. Foi descrita como inédita para a ciência em 2010, numa publicação de Felipe Wartchow e colaboradores ligados à Universidade Federal de Pernambuco. À época, uma das 19 espécies conhecidas de cogumelos do gênero Lactarius encontradas em território brasileiro. O epíteto específico rupestris refere-se aos campos rupestres da região onde a espécie-tipo foi coletada.
Os autores notaram que o fungo não se encaixa perfeitamente em nenhuma das classificações infragenéricas (isto é, abaixo do nível de gênero) dentre os grupos descritos pelos especialistas anteriores. Por exemplo, embora L. rupestris tenha várias características em comum com os cogumelos da seção Edules proposta por Annemieke Verbeken, não pode ser incluído nesse táxon porque a superfície de seu chapéu não é nem suficientemente areolada, nem seca o bastante, e seus esporos são excessivamente ornamentados.

## Descrição
O píleo (o "chapéu" do cogumelo) de Lactarius rupestris mede de 6 a 7 centímetros. Ele é côncavo ou ligeiramente em forma de funil, com uma depressão central. A cor é laranja no centro, ficando castanho-alaranjado em direção à margem. A superfície do chapéu é um pouco pegajosa, e a textura pode ser lisa ou ligeiramente rachada. Tem uma camada indistinta de "pêlos" miceliais emaranhados. As bordas do chapéu não tem estrias ou sulcos, e geralmente são um pouco enroladas para dentro. As lamelas são ligeiramente decorrentes (se dirigindo ligeiramente para baixo do comprimento do tronco), tem cor creme-salmão, e ficam bastante próximas uma das outras. Elas medem até 3 mm de largura e são frequentemente ramificadas. As bordas das lamelas são lisas, e da mesma cor que a face da lamela. Existem várias camadas de lamélulas (lamelas curtas que não se estendem completamente a partir da margem do chapéu para a estipe) intercaladas entre as lamelas. O tronco ou estipe mede de 3,5 a 4,5 cm de comprimento por 18 a 21 milímetros de espessura, liga-se ao centro do chapéu, tem formato cilíndrico e afunila-se ligeiramente próximo da base. É de cor salmão claro e pequenas nervuras longitudinais podem ser vistas com o auxílio de uma lupa. A carne é esponjosa, amarela pálida, ocre no chapéu, e creme-amarelada no tronco. O látex, a substância leitosa produzida pelo fungo e característica dos cogumelos Lactarius, é de cor creme, e às vezes quase da mesma tonalidade das lamelas. Não é produzido em quantidade abundante.

### Características microscópicas
Os esporos são aproximadamente elipsoides ou quase esféricos e, normalmente, medem de 7 a 8,5 por 6 a 7 micrômetros (µm). A ornamentação sobre a superfície do esporo é amiloide, ou seja, absorve o iodo e se cora de azul quando em contato com o reagente de Melzer. São ainda discretamente verrucosos, com cada verruga variando de 0,5 a 0,7 µm de altura. As verrugas são interligadas por finas nervuras, mas as cristas não formam um retículo completo. O apêndice hilar (a parte do esporo que se liga ao basídio através do esterigma) varia sua forma de estreitamente obtuso a um pouco cônico; o plage não é muito distinto, mas tem um ponto amiloide. Os basídios (as células portadoras de esporos) tem de 35 a 50 por 8 a 11 µm, possuem formato de trevo, e geralmente tem quatro, mas às vezes dois longos esterigmas, de 6 a 10 µm cada.
Os pseudopleurocistídios possuem paredes finas e são muito escassos nas faces das lamelas; quando presentes, medem 170 µm de comprimento por 24 µm de largura, tem conteúdo de refração acastanhado e surgem no tecido do himenóforo. A borda da lamela é estéril (por falta de basídios), e tem células marginais com medidas de 30 a 45 por 4 a 6 µm, cilíndricas ou um pouca sinuosas (curvas), de paredes finas e hialinas (translúcidas). O tecido do chapéu tem muitos esferocistos (as células inchadas comuns aos Russulaceae) e medem de 25 a 65 por 24 a 50 µm, além das hifas filamentosas que possuem 10 µm de largura. As hifas lactíferas (que produzem o látex) são comuns no tecido do chapéu. Elas medem até 15 µm de largura, com uma orientação longitudinal. O sub-himênio (a camada de células diretamente sob o himênio) é formada por células em formato de trevo ou quase esféricas de 16 a 27 por 9 a 17 µm. O tecido que compreende o himenóforo é feito de várias partes. Ele contém células abundantes, quase isodiamêtricas (17 a 25 por 13 a 18 µm) e hifas filamentosas com 3,5 a 6,5 µm; as hifas lactíferas são frequentes, de até 7 a 12 µm de largura, retas e apenas ocasionalmente ramificadas. A cutícula do chapéu é uma tricoderma e as hifas mais exteriores surgem mais ou menos paralelas, como pelos, perpendiculares à superfície do píleo. Mede até 140 µm de espessura e compreende duas camadas. A superior, o suprapellis, é formada por uma grande quantidade de hifas incolores que medem 20 a 51 por 4 a 6 µm, de paredes finas (até 0,5 µm), e com uma forma que varia de obtusa a aguda. Já a camada inferior da cutícula do chapéu, o subpellis, é constituída tanto por abundantes hifas de 3 a 8 µm de largura, como por algumas células infladas incolores de até 10 a 18 µm de largura. L. rupestris não possui fíbulas entre suas hifas.

## Habitat e distribuição

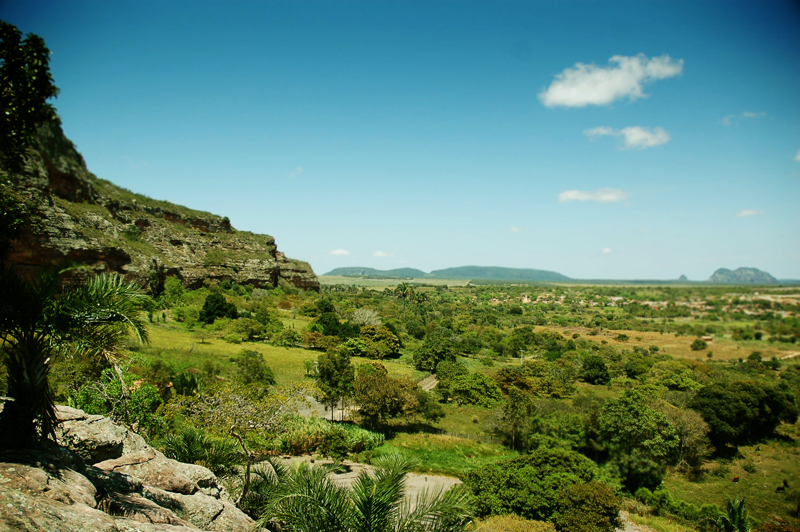
O cogumelo é encontrado apenas no Parque Nacional do Catimbau, no Brasil.

O cogumelo foi encontrado com quase dois terços de seu tronco enterrado no solo arenoso. Estava próximo de vários arbustos (da subfamília Mimosoideae dos Fabaceae, dentre outros) em uma região semiárida, após fortes chuvas. A espécie ocorre somente no local em que foi feita essa coleta pioneira (a localidade tipo), no vale do Parque Nacional do Catimbau, no estado de Pernambuco, Brasil. Ela frutifica a uma altitude de 900 a 1 000 metros e é parte da biodiversidade da ecorregião do cerrado, em um ecossistema conhecido como campos rupestres. Embora haja a suspeita de que o fungo seja do tipo micorrízico (assim como todos os integrantes do gênero Lactarius), há uma grande diversidade de espécies de plantas crescendo na floresta aberta e seca onde o cogumelo foi encontrado. Dentre estas, membros das famílias de árvores Euphorbiaceae, Fabaceae, Myrtaceae, Nyctaginaceae e Polygonaceae; todos conhecidos por formarem associações micorrízicas, de modo que os autores não especularam sobre quaisquer interações específicas.